# Il mio profilo migliore
Il mio profilo migliore (Celle que vous croyez) è un film del 2019 diretto da Safy Nebbou e tratto dal romanzo Quella che vi pare di Camille Laurens.
È stato presentato, fuori concorso, al Festival internazionale del cinema di Berlino il 10 febbraio 2019.

## Trama
Il film è strutturato come flashback derivanti dalla narrazione della protagonista dinanzi a una psichiatra/psicoanalista.
Claire Millaud, docente universitaria sulla cinquantina con un divorzio sulle spalle e due figli in età scolare, ha una relazione con Ludo, un uomo molto più giovane di lei. Quando la donna si rende conto che l'amante vuole solo sesso e non è interessato ad altro, ferita nell'orgoglio, prende le distanze ma decide di seguirlo sui social, creandosi un falso profilo impersonando Clara Antunes, un'avvenente e sensuale ragazza di 24 anni. Attraverso il profilo di Ludo conosce il suo migliore amico Alex, un fotografo, col quale stabilisce un contatto dapprima come un gioco, per poi farsi via via più intima e coinvolgente, con la loro chat che si trasforma in bollenti telefonate notturne.
La conoscenza di Alex rende Clara/Claire, per la prima volta dopo tanto tempo, felice e innamorata, ma questo sentimento, essendo costruito su una bugia e sulla falsità, non può concretizzarsi e i due non si incontreranno mai; la donna pagherà pesantemente queste conseguenze, necessitando dell'aiuto della dottoressa Boormans.
Ma non tutto è così chiaro nel passato della professoressa e non tutto quello che la professoressa racconta alla dottoressa è la realtà vissuta, in particolare Clara Antunes altro non è che Katia, la nipote, che, rimasta orfana, entra e sconvolge la vita di Claire, diventando l'amante prima e la compagna poi del marito e molto di quello che la donna racconta alla psichiatra è frutto di invenzioni, causate dallo shock del credere Alex morto suicida per non aver ricambiato il proprio amore per Clara.

## Produzione
Nel settembre 2017 venne annunciato che le riprese sarebbero iniziate a marzo 2018 a Parigi.

## Accoglienza

### Botteghini
Girato con un  budget di 6,2 milioni di dollari, il film ne ha incassati appena 1,7 milioni.

### Critica
Sul sito Allociné, il film ha avuto un buon riscontro, con una valutazione media di 3,4.
Le Parisien si è congratulato con il regista: "Safy Nebbou trasmette tutta la forza dell'omonimo romanzo di Camille Laurens". Le Figaro, invece, non convinto del film, lo ha così commentato: "Una storia tortuosa come il Web che non diverte lo spettatore".

## Riconoscimenti
- 2019 - Festival du film de Cabourg
  - Rendez-Vous First Prize for a Female Actress.